# Polmlek

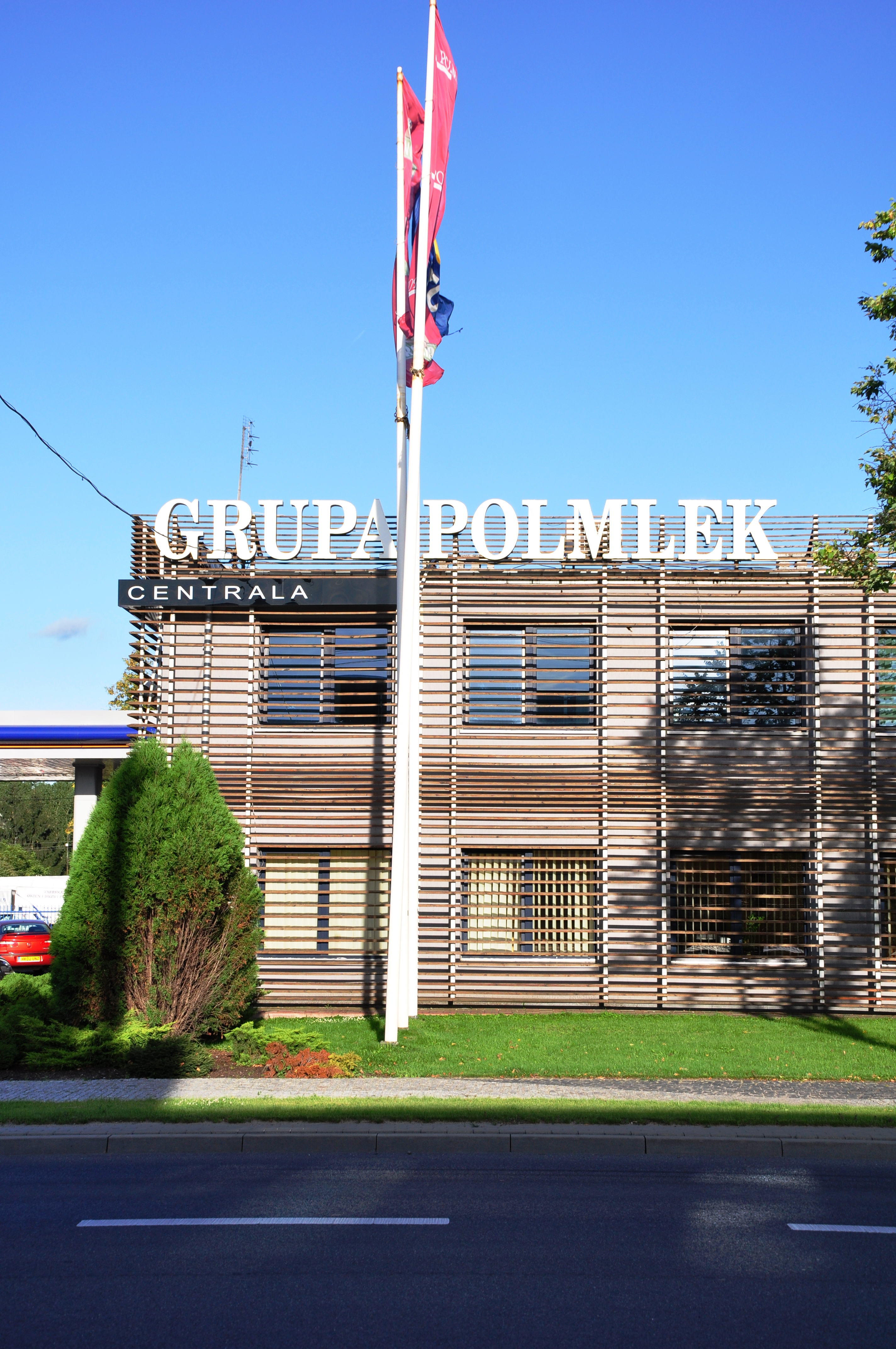
Der Firmensitz in Pułtusk

Die Grupa Polmlek ist eines der größten Unternehmen der milchverarbeitenden Industrie Polens. Die Gruppe erwirtschaftete im Jahr 2009 einen Umsatz von rund EUR 350 Millionen und lag damit hinter den Firmen Mlekpol, Mlekovita und der polnischen Dependance von Danone an vierter Stelle im Markt. Der Sitz der Firma ist in Pułtusk in der Woiwodschaft Masowien.
Anfang der 1990er Jahre wurde die Firma von den beiden Gesellschaftern Andrzej Grabowski und Jerzy Borucki gegründet. Zunächst wurde der Handel mit Milchpulver und Kasein betrieben. Im Jahr 1994 wurde die erste Molkerei (Zakład Mleczarski w Gąsewie k. Makowa Mazowieckiego) erworben. Nach weiteren Zukäufen umfasst die Gruppe heute 11 Gesellschaften. Täglich werden rund 1,4 Millionen Liter Milch angekauft und verarbeitet. 65 % des Umsatzes realisiert die Gruppe in Polen. Hauptsächlich Milchpulver wird exportiert, das vor allem nach Russland, Rumänien und Ungarn verkauft wird.
Bekannte Marken der Gruppe sind die Produktmarken „Capresi“, „Q-Jogurt“, „Uchaty“ und „Warmia“ sowie die Herstellermarken „Mackowy“, „Mlawa“, „Serwar“ und „Starco“. Das Unternehmen sponsert Sport- und Kulturveranstaltungen. Besonders bekannt ist die Unterstützung der Aktivitäten zum Jahrestag der Schlacht bei Tannenberg.